# Vestfirðir
Die Vestfirðir (deutsch Westfjorde) umfassen eine Halbinsel und Region mit einer Fläche von 8842 km² im Nordwesten von Island.

## Europäische Arktis
Mit dem „eigentlichen“ Island ist Vestfirðir nur über einen schmalen Landhals verbunden. Die Halbinsel ist im Nordwesten von der Dänemarkstraße (isl. Grænlandssund) und im Nordosten von der Grönlandsee umgeben. Rund 30 % der Küstenlinie von ganz Island entfallen auf die Westfjorde.
Die namengebenden Fjorde im Westen reichen tief ins Land hinein und zerklüften das unwirtliche Gebiet. Durch die Fjorde sind die Landwege sehr weit. Hin- und Rückfahrten an einem Tag sind kaum möglich. Bei Unwetter und Schnee sind die Schotterstraßen nicht selten unpassierbar. Schutzhütten mit Telefon und Nahrung können Leben retten. Trotzdem ist der inländische Gütertransport auf die Straßen angewiesen, denn Fähren gibt es nicht. Die Schifffahrt dient allein der fischverarbeitenden Industrie in den entlegenen Hafenstädten. Kleine Flugzeuge können auf unbefeuerten Schotterpisten landen.
Zu Beginn des 17. Jahrhunderts kamen Basken als erste europäische Walfänger in die Westfjorde und gründeten dort Fischerstationen. Für die Kommunikation mit den Isländern benutzten sie eine Mischung aus Baskisch und Isländisch. Ihnen folgten Norweger, Engländer, Franzosen, Niederländer, Spanier und Deutsche.

## Wichtige Orte
Die wichtigsten Orte der Region sind Ísafjörður und Bolungarvík. Von Bedeutung sind auch Þingeyri, Patreksfjörður, Suðureyri und Hólmavík, Tálknafjörður, Flateyri, Súðavík, Hnífsdalur, Bíldudalur, Reykhólar und Reykjanes.

## Einwohnerzahl
Die Region ist mit insgesamt 7176 Einwohnern (1. Januar 2025) relativ dünn besiedelt. Das entspricht nur 1,8 % der isländischen Gesamtbevölkerung (um 1900 noch etwa 16 %) und einer Bevölkerungsdichte von 0,812 Ew./km².
Die Gründe für diese extreme Landflucht liegen einerseits in der relativ isolierten Lage der einzelnen Orte und andererseits im nachlassenden Arbeitskräftebedarf in der Agrar- und Fischwirtschaft, die die Haupteinnahmequellen der Westfjorde bilden. Die Verkehrsanbindung ist selbst heute noch (vor allem im Winter) relativ schwierig. Viele Straßen bestehen nur aus Schotterpisten. Und das oft regnerische oder stürmische Wetter behindert den Flugverkehr (nach Ísafjörður und Gjögur). Die nördliche Halbinsel Hornstrandir ist im Winter sogar gänzlich unbewohnt.
Zahlreiche Menschen ziehen in die Hauptstadtregion oder wandern in andere Länder aus, so beispielsweise nach einer Lawinenkatastrophe im Jahr 1995 (siehe auch: Súðavík). In der zweiten Hälfte des Jahres 2008 war erstmals seit langer Zeit eine direkte Umkehr des bisherigen Trends erkennbar. Während Vestfirðir, wie die meisten anderen hauptstadtfernen Regionen, einen mehr oder weniger deutlichen Bevölkerungszuwachs zu verzeichnen hat, verlieren die bis dahin ständig wachsenden Regionen in und um die Hauptstadt im Südwesten deutlich Einwohner. Ob dies mit der Finanzkrise, mit den sich in den Ballungszentren konzentrierenden Banken und einer Rückbesinnung auf „alte isländische Lebensweisen“ zusammenhängt oder nur eine vorübergehende Erscheinung ist, bleibt abzuwarten.

## Tourismus
Inzwischen baut man den Tourismus als neuen Erwerbszweig aus, da die Fjorde landschaftlich sehr reizvoll sind. Touristisch wenig erschlossen ist etwa noch die Gegend nahe dem Dynjandi (auch Fjallfoss), des mit 100 m höchsten Wasserfalls der Westfjorde.
Seit 2006 hat der Angeltourismus in den Westfjorden stark zugenommen. Das Meeresgebiet am Ausgang des Eisfjords Ísafjarðardjúp bietet sehr gute Möglichkeiten zum Angeln von Dorsch, Heilbutt, Steinbeißer und teilweise auch Schellfisch, Seelachs und Rotbarsch.

## Einteilung in Kreise und kreisfreie Gemeinden
Die Region Vestfirðir gliedert sich in vier Kreise und zwei kreisfreie Gemeinden. Der frühere Kreis Vestur-Ísafjarðarsýsla (Code-Nr. 4700) ist mittlerweile vollständig in die Gemeinde Ísafjarðarbær eingemeindet worden.
| Gem.-Nr. | Kreisfreie Gemeinde       | Einwohner (1. Januar 2025) | Fläche [km²] | Verwaltungssitz |
| -------- | ------------------------- | -------------------------- | ------------ | --------------- |
| 4100     | Bolungarvíkurkaupstaður   | 995                        | 109          | Bolungarvík     |
| 4200     | Ísafjarðarbær             | 3.832                      | 2.379        | Ísafjörður      |
| Gem.-Nr. | Kreis                     | Einwohner (1. Januar 2025) | Fläche [km²] | Verwaltungssitz |
| 4500     | Austur-Barðastrandarsýsla | 246                        | 1.090        | Patreksfjörður  |
| 4600     | Vestur-Barðastrandarsýsla | 1.314                      | 1.515        | Patreksfjörður  |
| 4800     | Norður-Ísafjarðarsýsla    | 209                        | 749          | Ísafjörður      |
| 4900     | Strandasýsla              | 580                        | 3.000        | Hólmavík        |

## Einteilung in Gemeinden
Die Region Vestfirðir gliedert sich in acht Gemeinden.
| Gem.-Nr.                  | Gemeinde                | Einwohner (1. Januar 2025) | Fläche [km²] | größere Orte                                          |
| ------------------------- | ----------------------- | -------------------------- | ------------ | ----------------------------------------------------- |
| 4100                      | Bolungarvíkurkaupstaður | 995                        | 109          | Bolungarvík                                           |
| 4200                      | Ísafjarðarbær           | 3.832                      | 2.379        | Ísafjörður, Flateyri, Suðureyri, Þingeyri, Hnífsdalur |
| Austur-Barðastrandarsýsla |                         |                            |              |                                                       |
| 4502                      | Reykhólahreppur         | 246                        | 1.090        | Reykhólar                                             |
| Vestur-Barðastrandarsýsla |                         |                            |              |                                                       |
| 4607                      | Vesturbyggð             | 1.314                      | 1.515        | Bíldudalur, Patreksfjörður, Talknafjörður             |
| Norður-Ísafjarðarsýsla    |                         |                            |              |                                                       |
| 4803                      | Súðavíkurhreppur        | 209                        | 749          | Súðavík                                               |
| Strandasýsla              |                         |                            |              |                                                       |
| 4901                      | Árneshreppur            | 60                         | 707          |                                                       |
| 4902                      | Kaldrananeshreppur      | 115                        | 387          | Drangsnes                                             |
| 4911                      | Strandabyggð            | 405                        | 1.906        | Hólmavík                                              |

## Bilder

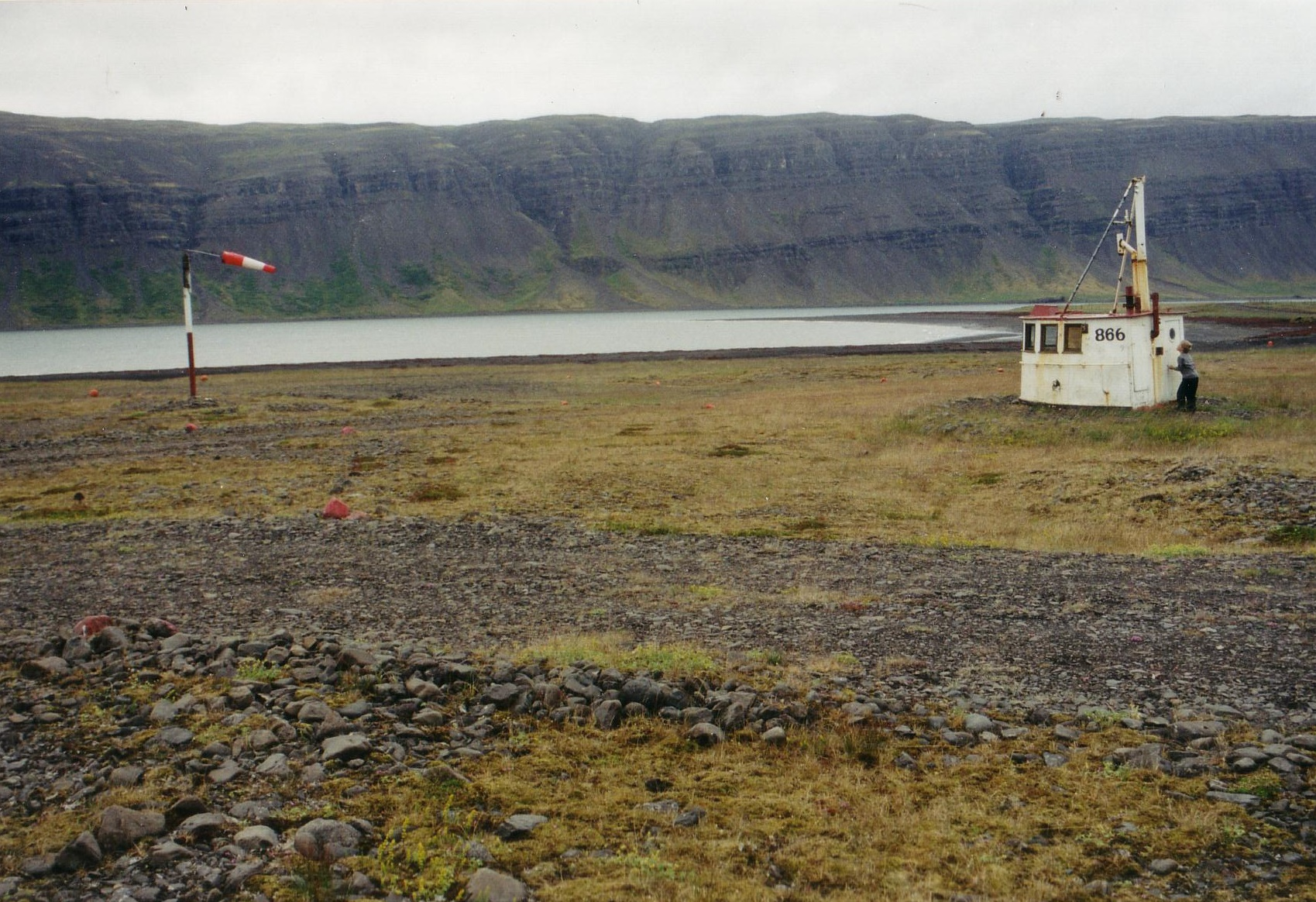
Landepiste mit Brückenhaus eines Trawlers als „Tower“ in Vestfirðir (2002)
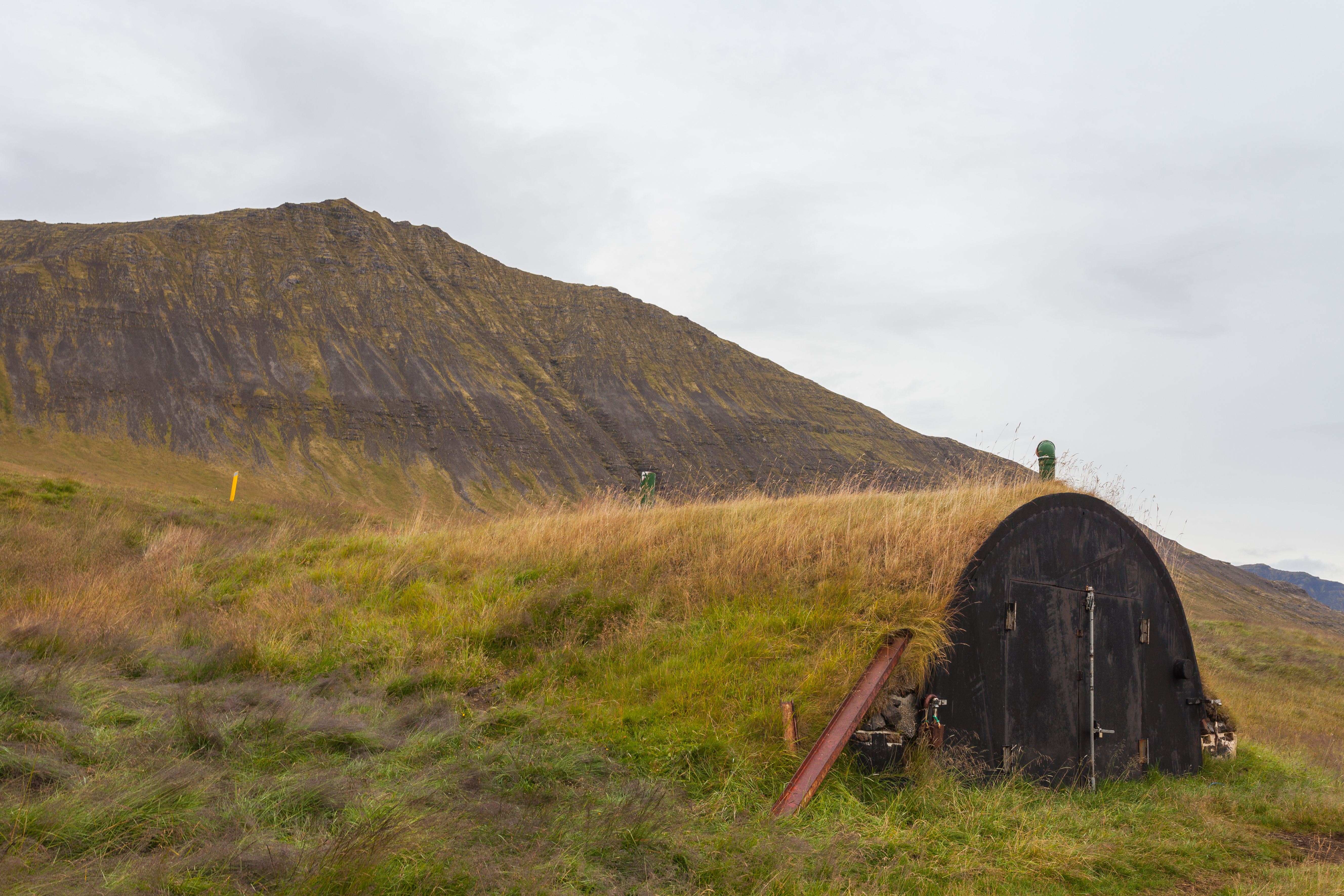
Torfhof in Dýrafjörður
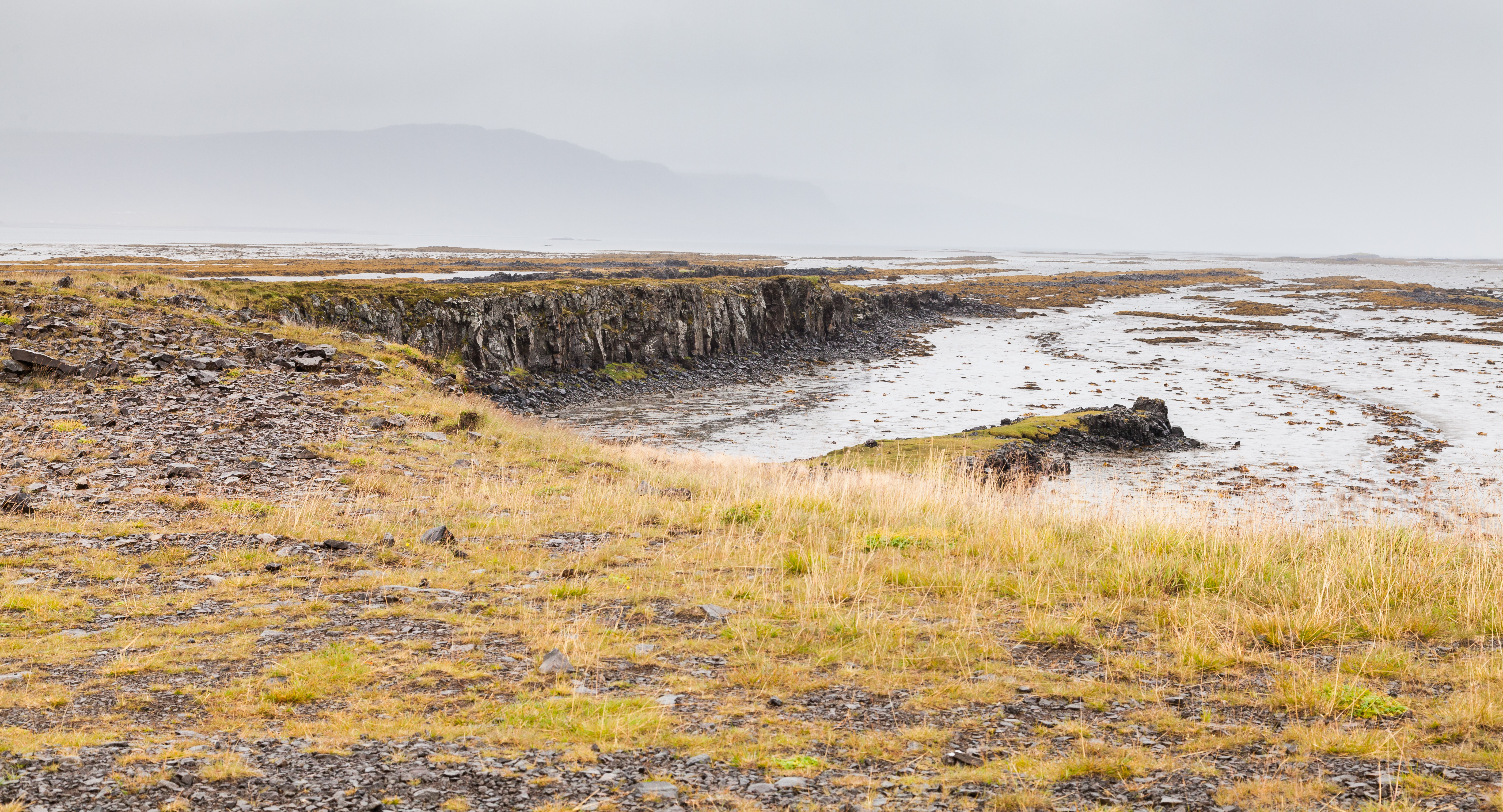
Hrútafjörður
Hattardalur
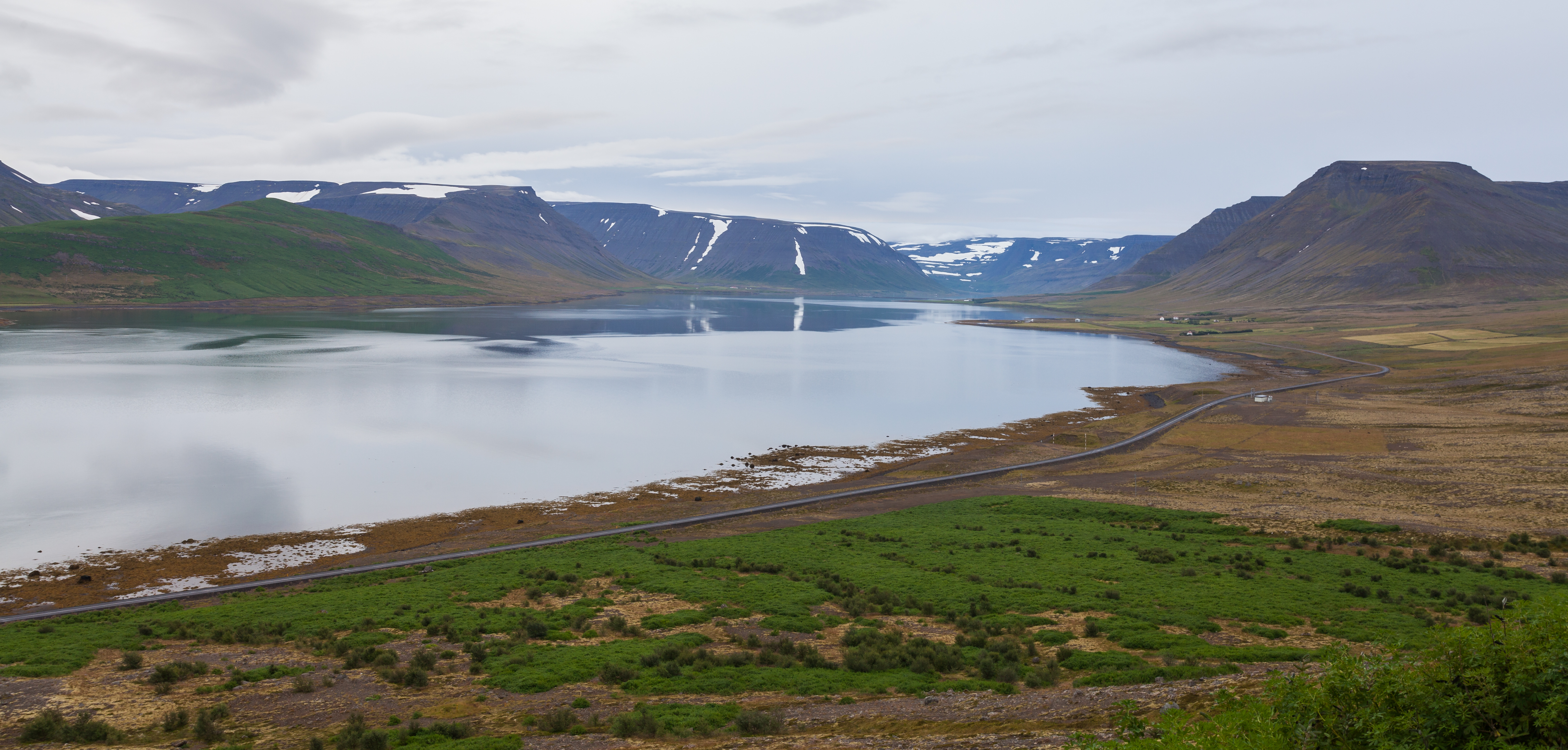
Fjord Dýrafjörður
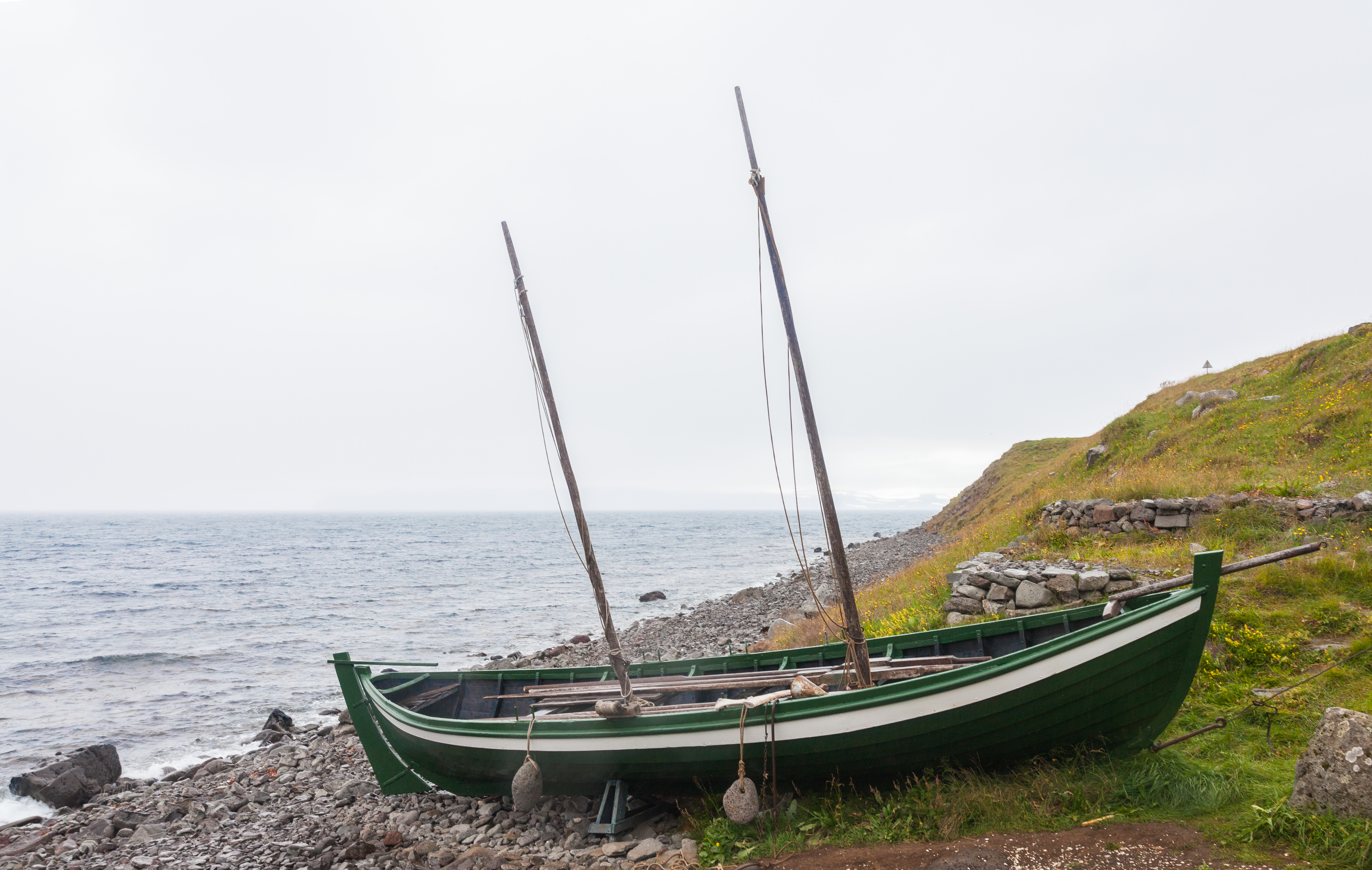
Fischermuseum Ósvör in Bolungarvík
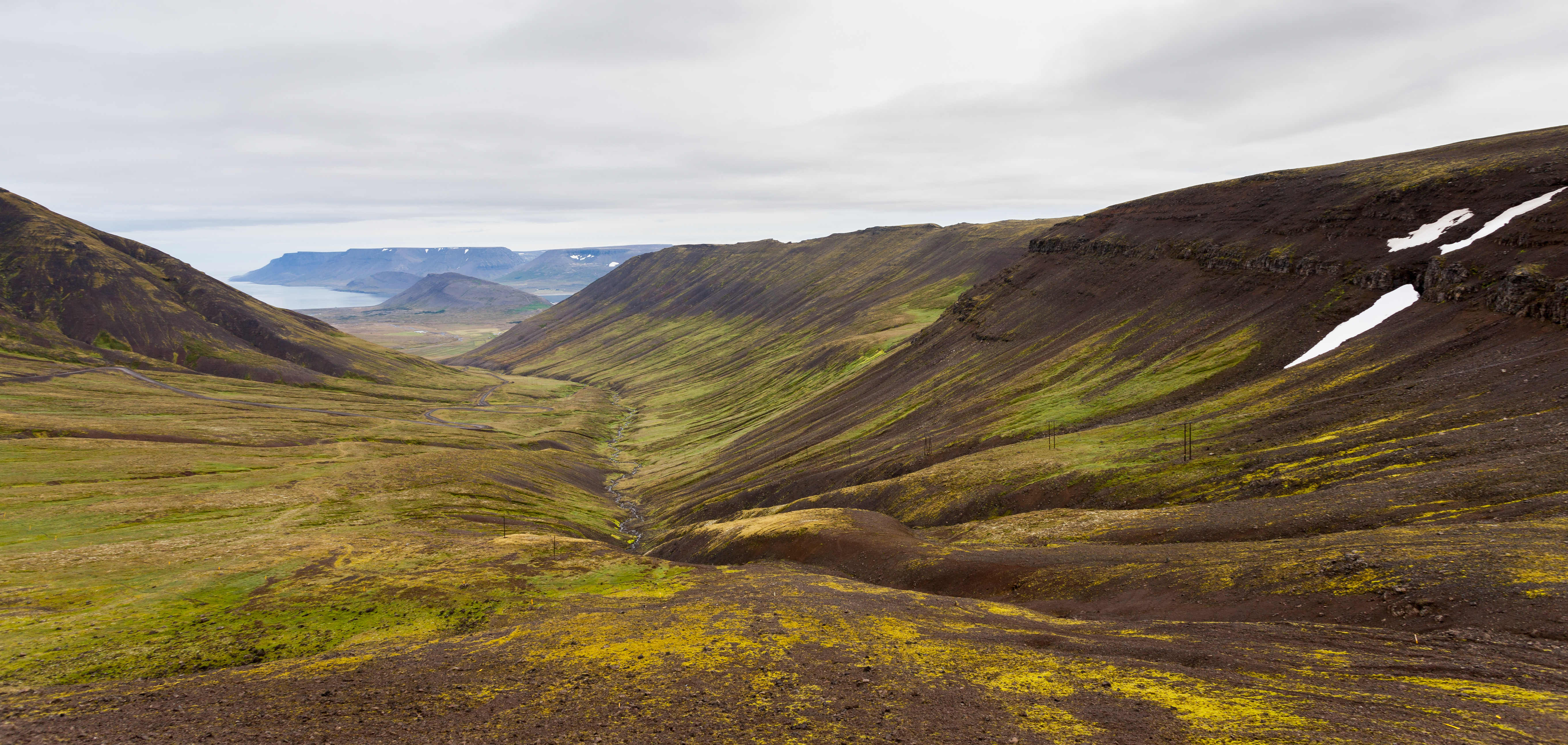